# Karl Becker (Politiker, 1844)
Karl Becker (* 11. November 1844 in Oerlinghausen; † 16. November 1913 ebenda) war ein Zigarrenarbeiter und Politiker (SPD).

## Leben
Becker, der evangelischer Konfession war, war der Sohn eines Arbeiters. Er heiratete 1870. Beruflich war er Zigarrenarbeiter in Oerlinghausen. Seit den 1890er Jahren war er einer der führenden Funktionäre der SPD im Fürstentum Lippe. Dem Landtag Lippe gehörte er eine Wahlperiode lang von 1900 bis 1904 an. Er wurde bei der Landtagswahl in Lippe 1900 in der Stichwahl am 27. Dezember 1900 im dritten Wahlkreis der dritten Klasse mit 1111 von 1965 Stimmen gewählt. Er setzte sich damit gegen den Ziegeleibesitzer Moritz durch, der im ersten Wahlgang am 12. Dezember 1900 mit 31,7 % der Stimmen Zweiter hinter Becker (32,5 %) gewesen war.